# 보후민

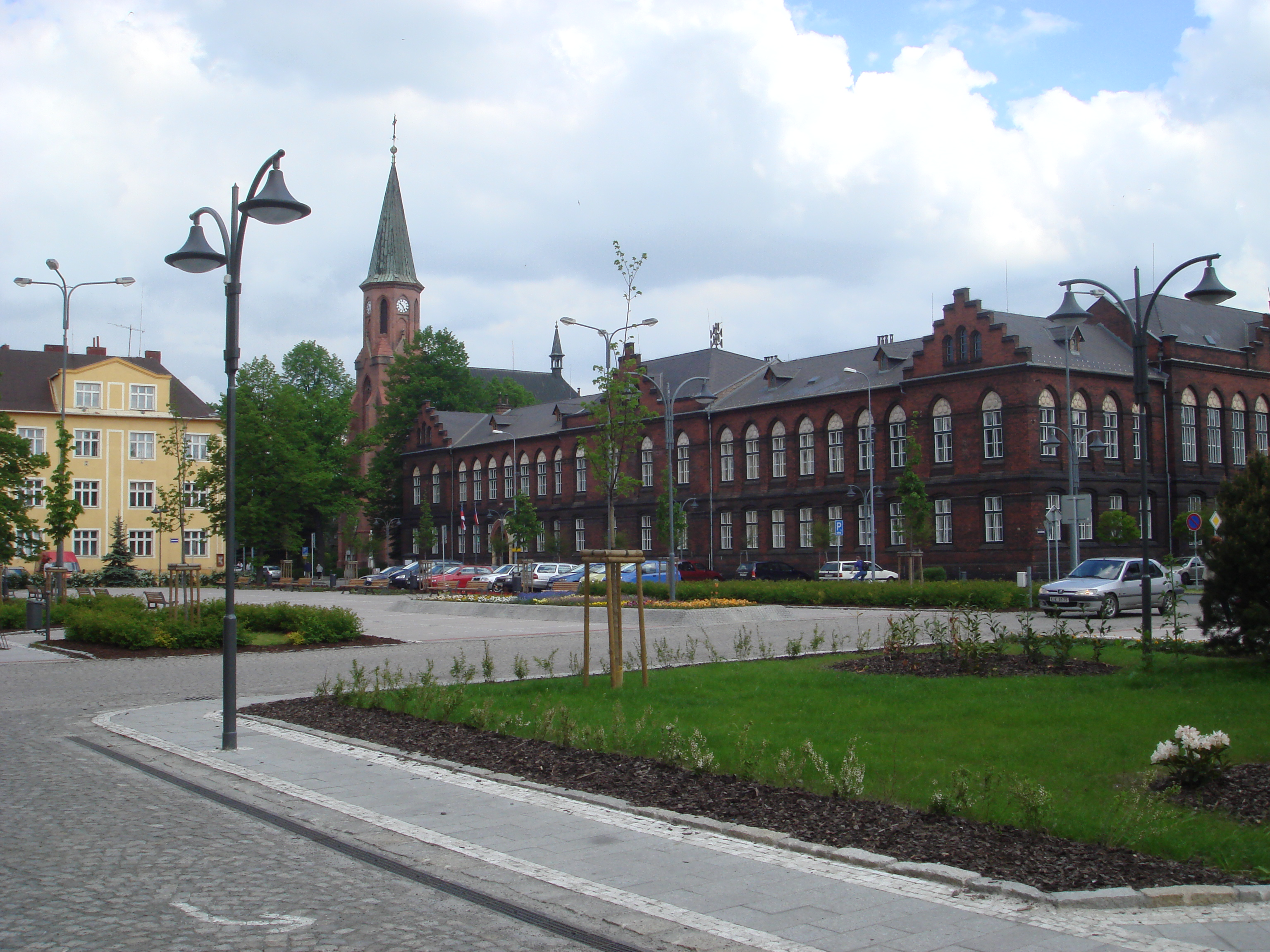
보후민 마사리크 광장과 시청

보후민(체코어: Bohumín, 폴란드어: Bogumin 보구민[*], 독일어: Oderberg 오데르베르크[*])은 체코 모라바슬레스코주에 위치한 도시로 면적은 31.02km2, 높이는 198m, 인구는 22,800명(2009년 8월 1일 기준), 인구 밀도는 740명/km2이다.
오데르강과 올자강이 합류하는 지점에 위치하며 치에신 실레시아 지역에 위치한다. 보후민은 크게 구 시가지, 신 시가지로 나뉘는데 행정 기능은 신 시가지에서 담당한다. 체코 오스트라바, 체스키테신, 슬로바키아 질리나, 코시체 등을 연결하는 철도 노선, 폴란드 크라쿠프, 카토비체를 연결하는 버스 노선이 운행될 정도로 체코의 교통에서 중요한 역할을 한다.

시기
시 문장

## 인구
| 연도           | 인구   | ±%      |
| -------------- | ------ | ------- |
| 1869           | 4,515  | —       |
| 1880           | 5,448  | +20.7%  |
| 1890           | 6,414  | +17.7%  |
| 1900           | 13,297 | +107.3% |
| 1910           | 19,572 | +47.2%  |
| 1921           | 23,289 | +19.0%  |
| 1930           | 25,408 | +9.1%   |
| 1950           | 19,705 | −22.4%  |
| 1961           | 21,833 | +10.8%  |
| 1970           | 22,223 | +1.8%   |
| 1980           | 25,177 | +13.3%  |
| 1991           | 23,686 | −5.9%   |
| 2001           | 23,284 | −1.7%   |
| 2011           | 21,649 | −7.0%   |
| 2021           | 20,038 | −7.4%   |
| 출처: Censuses |        |         |